# Sakura Ogawa
Sakura Ogawa (小川さくら Ogawa Sakura?) es un personaje de la novela Battle Royale. En la película y el manga tiene el mismo nombre. En la adaptación del manga al inglés, su nombre está erróneamente escrito como Sakura Ogawai en algunos momentos. En la película el papel de Sakura Ogawa fue interpretado por Tomomi Shimaki.

## Características
Masayuki Taguchi, coescritor de la versión manga, explicó que le costó dibujar el suicidio de Sakura Ogawa y Kazuhiko Yamamoto porque comprendía la posición de ambos.

## Antes del juego
Sakura Ogawa es una de las estudiantes de la clase de tercer año del instituto Shiroiwa de la ciudad ficticia de Shiroiwa (en la prefectura de Kagawa en la película y el manga mientras que en la película es en la prefectura de Kanagawa). Cuando era niña fue testigo del asesinato de su padre por los oficiales de policía del Estado que irrumpieron en su casa sin autorización alguna. Esto quedara todavía latente en la memoria de Ogawa.
Ogawa está muy enamorada de su novio, Kazuhiko Yamamoto, siendo calificados por sus compañeros como la pareja más intima de la clase, según Shuya Nanahara, ambos eran tan estrechos de miras, que la cosa más trivial podría haberles entretenido.
En el manga, Ogawa recuerda un día en el que ella y Yamamoto fueron de tiendas. Ogawa sentía que Yamamoto no prestaba atención a las cosas que veían juntos. Mientras andan, Ogawa queda prendada de un pequeño monedero pero en seguida se desilusiona debido a su precio. Minutos más tarde, la pareja está sentada en un banco cerca del centro comercial y Yamamoto ve que Ogawa está muy triste. Éste le pregunta qué le pasa, en seguida corren a la tienda y le compra en el monedero. Ogawa, muy agradecida, decide conservar siempre el pequeño monedero con mucho cariño y afecto.
En la novela Ogawa está viendo un programa llamado "Esta noche en el mismo sitio" (Yamamoto se traga el programa también sólo porque se lo ha pedido Ogawa). En el programa, una chica llamada Mizue, que a su vez es la mejor amiga de una tal Miki, dice algo que va contra los principios de Ogawa, que se ha acostado con el novio de su amiga Miki. Mizue es interpretada por Anna Kitagawa (北川安奈 Kitagawa An'na?), la infidelidad provoca que Miki empiece a llorar. Ogawa se enfada con la tal Mizue ya que ella detesta esos actos. Ogawa no aguanta la infidelidad.
En la adaptación inglesa del manga se hace mención de que ella había hecho una apuesta sobre el ganador de Battle Royale anterior al de ellos. Apostó que ganaría una chica, aunque no se especifica a qué chica apostó.

## En el juego
El arma asignada a Ogawa varía en las distintas versiones. En la novela, el arma de Ogawa es una tiara, en el manga una pistola Glock 17. En la película, se presupone que su arma sería la tiara debido a que se niega a recibir el equipamiento que el gobierno entrega a cada estudiante y prefiere salir desarmada.
Cuando Sakura sale de la escuela, le da a Kazuhiko una nota donde le dice que vaya al extremo norte de la isla; Shuya Nanahara, al ver esto se siente aliviado ya que comprende que el amor que ambos se tienen ha impedido que caigan en la locura que ha notado en algunos de sus compañeros que se muestran dispuestos a participar en el Programa. En el manga, es Kazuhiko quien deja la nota para Sakura.
En la película, cuando es llamada por la chica del vídeo para abandonar el salón de clases, en lugar de aceptar el bolso que contiene su equipamiento de supervivencia y su arma lo arroja a Kitano como muestra de desprecio y se marcha llorando. 

## Destino
Una vez reunidos en los acantilados de la orilla norte de la isla, la pareja discute sobre su relación y luego se besan mientras Kazuhiko lamenta como la poca elocuencia que posee le impide poner en palabras cuan grande es su amor por Ogawa o lo importante que es para él. Finalmente son interrumpidos por un susurro en el monte que resulta ser Yukie Utsumi, sin embargo Kazuhiko y Sakura saltan del acantilado perdiendo la vida.
En el manga Sakura le muestra que lleva consigo el bolso que él le compró durante su primera cita y como es que lo considera su tesoro, mientras ambos están abrazados Kazuhiko nota que desde el bosque detrás de ellos aparece una muchacha armada corriendo hacia ellos. Sakura, notando la situación, le dice que nada le importa mientras este con él hasta el final; esto le da a Kazuhiko el valor para arrojarse junto a su novia desde el acantilado ignorando que la joven que se acercaba a ellos era Yukie Utsumi, quien estaba reuniendo compañeros que no desearan participar para buscar juntos una forma de salvarse.
En la película, tras encontrarse en el acantilado es Sakura quien convence a Kazuhiko de morir juntos, ya que parece impaciente por hacerlo mientras que él se muestra inseguro y asustado; Sakura se aferra al brazo de Kazuhiko y saltan del acantilado, segundos después Utsumi llega al lugar lamentando la muerte ambos.